# Malacky
Malacky är en stad i distriktet Malacky i regionen  Bratislava i västra Slovakien.

## Geografi
Staden ligger på 159 meters höjd och har en area på 27,17 km². Den har ungefär
17 400 invånare (2017).